# Liste der deutschen Botschafter in Litauen
Die Liste der deutschen Botschafter in Litauen enthält die jeweils ranghöchsten Vertreter des Deutschen Reichs und der Bundesrepublik Deutschland in Litauen. Sitz der Botschaft ist in Vilnius.

## Deutsches Reich
| Name               | Amtszeit  | Anmerkungen                 |
| ------------------ | --------- | --------------------------- |
| Fritz Schönberg    | 1920–1922 |                             |
| Franz Olshausen    | 1922–1924 |                             |
| Erich Schroetter   | 1924–1926 |                             |
| Hans Ludwig Moraht | 1926–1933 |                             |
| Erich Zechlin      | 1933–1941 | bis 1940 resident in Kaunas |

## Bundesrepublik Deutschland
| Name                 | Amtszeit  |
| -------------------- | --------- |
| Gottfried Albrecht   | 1991–1992 |
| Reinhart Kraus       | 1992–1996 |
| Ulrich Rosengarten   | 1996–1998 |
| Detlof von Berg      | 1998–2002 |
| Alexander von Rom    | 2002–2005 |
| Volker Heinsberg     | 2005–2008 |
| Hans-Peter Annen     | 2008–2011 |
| Matthias Mülmenstädt | 2011–2014 |
| Jutta Schmitz        | 2014–2017 |
| Angelika Viets       | 2017–2019 |
| Matthias Sonn        | 2019–2023 |
| Cornelius Zimmermann | seit 2023 |